# Thomas Holley Chivers
Thomas Holley Chivers (ur. 1809, zm. 1858) – poeta amerykański, przyjaciel Edgara Allana Poego.

## Życiorys
Urodził się 18 października 1809 w miejscowości Washington w stanie Georgia. Jego ojcem był pułkownik Robert Chivers. W 1830 uzyskał dyplom lekarski na Transylvania University w Lexington w stanie Kentucky, jednak praktykował niewiele. W 1837 poślubił Harriette Hunt. Z siódemki ich dzieci, czworo wcześnie zmarło. Zmarł 18 grudnia 1858 w Decatur w Georgii. Na jego nagrobku widnieje tekst: Here Lie The Remains Of Thomas H. Chivers, M.D./Of His Excellence As A Lyric Poet/His Works Will Remain A Monument For Ages/After This Temporary Tribute Of Love/Is In Dust Forgotten/This Soul Winged Its Flight Heavenward/December 19th, 1858/Aged 52 Years.

## Twórczość
Chivers wydał między innymi tragedię Conrad and Eudora, or, The Death of Alonzo (1834) i poemat Atlanta, or, the True Blessed Island of Poesy (1853). Jego wiersze charakteryzują się muzycznością. Poeta uczcił Edgara Allana Poego wierszem The Fall of Usher. Zaczął jednak oskarżać go o plagiat. Współcześnie uważa się, że obaj twórcy wzajemnie się inspirowali.